# Религија у Африци
Религија у Африци је комплексна и има велики утицај на афричку уметност, културу и афричку филозофију. Најзаступљеније је хришћанство, потом ислам и неколико мањих традиционалних афричких религија.
У хришћанским или исламским заједницама религијска уверења се понекад карактеришу и синкретизмом са веровањима и праксом традиционалних религија.

## Афричке традиционалне религије
Африка обухвата широк спектар традиционалних веровања. Иако верске обичаје понекад деле многе локалне заједнице, обично су јединствене за специфичне популације или географске регионе.
По Омосад Аволау "традиционална религија" у овом контексту значи староседелачко, оно што је темељно, изручено од генерације до генерације, подразумева се да буде подржано и практиковано данас и заувек. Наслеђе из прошлости, ипак није третирано као ствар прошлости, већ оно што повезује прошлост са садашњошћу и садашњост са вечношћу.
Африка је континент са мноштвом народа који имају сложене културе, велики број различитих језика и дијалеката, историјског наслеђа, па је због тога на овом простору присутан велики број различитих веровања. Неке од традиционалних афричких религија укључују серер религију у Сенегалу, јоруба и игбо религију у Нигерији и акан религију у Гани и Обали Слоноваче. Религија Гбе говорног подручја (углавном народи Еве и Фон) из Бенина, Тогоа и Гане је вуду и главни је извор за слично назване религије у другим деловима света који настањује афричка дијаспора као што су лујзијански вуду, хаићански вуду, кубански вуду, доминикански и бразилски вуду.

## Аврамске религије
Већина Африканаца су припадници хришћанства или ислама и они често комбинују своју традиционалну религију са аврамским религијама. Аврамске религије су широко распрострањене широм Африке. Оне се шире и замењују аутохтоне афричке религије, али су често прилагођене афричким културним контекстима и системима веровања.
Светска енциклопедија процењује да је у Африци 2002. године било између 40—45% хришћана и 40,6—45% Муслимана.

## Хришћанство
Хришћанство је најзаступљенија религија у Африци заједно са исламом и најраспрострањенија религија у Подсахарској Африци. Неколико секти се формирало на већем делу континента, укључујући и Назаретску баптску цркву у Јужној Африци и Аладура цркву у Нигерији. Такође, поприлично је распрострањена популација Хришћанске адвентистичке цркве и верске заједнице Јеховиних сведока. Најстарије хришћанске деноминације су Коптска оријентално-православна црква и Етиопска оријентално-православна црква, обе древноисточне цркве које су се појавиле у 4. веку након краља Езана који је учинио Етиопију једном од првих хришћанских нација.
У првим вековима Хришћанства, Африка је имала велики број знаменитих хришћана, као што су Августин Хипонски, Ориген Адамантије, Тертулијан, Папа Виктор I, Папа Милтидад, Папа Геласије I, Свети Маврикије, Евнух царице Кандакије а многи од њих постали су светитељи.
Хришћанство је постојало у Етиопији и пре владавине краља Езана, али је религија узела снажну основу када је проглашена државном религијом 330. године, а Етиопљани су постали једни од првих хришћанских народа.
Статистички подаци из Светске хришћанске енциклопедије приказују тренд настанка драматичног хришћанског раста на континенту и претпоставља да ће 2025. године бити 633 милиона хришћана у Африци.
Студије из 2015. године показује да постоји 2.161.000 хришћанских верника који су пореклом муслимани, а већина њих припада протестантизму.

## Ислам
Заједно са хришћанством, ислам је најраспрострањенија религија у Африци. Историјски корени вере на континенту проистичу из времена пророка Мухамеда, чији су рани ученици прешли у Абисинију у страху од прогона од паганских Арапа.
Ширење ислама у северној Африци потицало је ширењем арапског царства под Калифом Умаром, преко Синајског полуострва. Ширење ислама у западној Африци било је преко исламских трговаца и морнара.
Ислам је доминантна религија у северној Африци и на Сомалијском полуострву. Такође је постала доминантна религија на свахилској обали, на западноафричкој обали и деловима унутар континента. Постојало је и неколико муслиманских империја у западној Африци које су имале значајан утицај, нарочито царство Мали, Цонгај царство под вођством Мусе I од Малија, Сони Алија и Аскиа Мухамеда.
Већина муслимана у Африци су сунити и припадају маликијским или шафијским сунитским верско—правним школама. Ханифијски мезхеб је присутан углавном у Египту.
Такође постоје припадници шиизма, ахмадија, ибадизма и суфизма.

## Јудаизам
Припадници јудаизма могу се наћи у више делова Африке, односно у северној Африци, Етиопији, Уганди, Кенији, Камеруну, Габону, Обали Слоноваче, Гани, Сијери Леоне, Нигерији и Јужној Африци.

## Бахаи вера
Бахаи вера у Африци има разнолику историју. Број њених припадника највише је порастао педесетих година 20. века, као и шездесетих.
Асоцијација за скупљање религијских података у Африци направила је списак многих великих и мањих популација у Африци, са Кенијом, Демократском Републиком Конго, Јужноафричком Републиком и Замбијом које су међу првих десет држава по броју припадника бахаи верника (у свакој држави има преко 200.000 верника ове религије).
Абдул Баха, Баха Улах и Шоги Ефенди који су ширили бахаи веру, били су у више наврата у Африци.

## Хиндуизам
Хиндуизам је у Африци распрострањен од краја 19. века и најраспрострањенија је религија у Маурицијусу.

## Будизам и кинеске религије
Будизам је мало распрострањена религија у Африци са око 250.000 верника, а процене воде и до 400.000, у комбинацији са таоизмом и кинеском народном религијом која је заступљена међу кинеским мигрантима углавном у Маурицијусу, Реиниону и Јужноафричкој Републици Половина афричких будиста живе у Јужној Африци, док у Маурицијусу постоји од 1,5—2% будиста од укупног становништва.

## Остале религије
Остале религије у Африци укључују сикизам, ђаинизам, зороастризам, растафаријанство и многе друге.

## Ирелигиозност
Преко анкете утврдило се да постоји 20% ирелигиозних у Јужноафричкој Републици, 16% у Боцвани, 13% у Мозамбику, и Тогоу, 12% у Либији и Обали Слоноваче, 10% у Етиопији и Анголи, 9% у Судану, Зимбабвеу и Алжиру, 8% у Намибији и 7% на Мадагаскару.

## Синкретизам
Синкретизам је комбинација различитих (често контрадикторних) веровања. Квеси Јанках и Џон Мбити тврде да многи афрички народи данас имају мешовито религијско наслеђе.

## Религијска заступљеност
| Држава                      | Регион                | Хришћанство | Ислам | Традиционалне религије |
| --------------------------- | --------------------- | ----------- | ----- | ---------------------- |
| Ангола                      | Централна Африка      | 95          | 0.5   | 4.5                    |
| Камерун                     | Средња Африка         | 69.2        | 20.9  | 9.9                    |
| Централноафричка Република  | Средња Африка         | 80.3        | 10.1  | 9.6                    |
| Чад                         | Средња Африка         | 44.1        | 52.1  | 3.8                    |
| Демократска Република Конго | Средња Африка         | 95.8        | 1.5   | 2.7                    |
| Република Конго             | Средња Африка         | 85.9        | 1.2   | 12.9                   |
| Екваторијална Гвинеја       | Средња Африка         | 93          | 1     | 6                      |
| Габон                       | Средња Африка         | 73          | 10    | 17                     |
| Сао Томе и Принсипе         | Средња Африка         | 97          | 2     | 1                      |
| Бурунди                     | Источна Африка        | 75          | 5     | 20                     |
| Комори                      | Источна Африка        | 2           | 98    | 0                      |
| Кенија                      | Источна Африка        | 78          | 10    | 12                     |
| Мадагаскар                  | Источна Африка        | 41          | 7     | 52                     |
| Малави                      | Источна Африка        | 79.9        | 12.8  | 7.3                    |
| Маурицијус                  | Источна Африка        | 32.2        | 16.6  | 51.2                   |
| Мајот                       | Источна Африка        | 3           | 97    | 0                      |
| Мозамбик                    | Источна Африка        | 56.1        | 17.9  | 26                     |
| Реинион                     | Источна Африка        | 84.9        | 2.1   | 13                     |
| Руанда                      | Источна Африка        | 93.6        | 4.6   | 1.8                    |
| Сејшели                     | Источна Африка        | 93.1        | 1.1   | 5.8                    |
| Јужни Судан                 | Источна Африка        | 60.5        | 6.2   | 32.9                   |
| Танзанија                   | Источна Африка        | 61.4        | 35.2  | 1.8                    |
| Уганда                      | Источна Африка        | 84          | 12    | 4                      |
| Замбија                     | Источна Африка        | 87          | 1     | 12                     |
| Џибути                      | Рог Африке            | 6           | 94    | 0                      |
| Еритреја                    | Рог Африке            | 62.5        | 36.5  | 1                      |
| Етиопија                    | Рог Африке            | 62.8        | 33.9  | 3.3                    |
| Сомалија                    | Рог Африке            | 0.2         | 99.8  | 0                      |
| Алжир                       | Северна Африка        | 1           | 99    | 0                      |
| Египат                      | Северна Африка        | 10          | 90    | 0                      |
| Либија                      | Северна Африка        | 2.7         | 96.6  | 1                      |
| Мароко                      | Северна Африка        | 0.9         | 99.0  | 0                      |
| Судан                       | Северна Африка        | 3           | 97    | 0                      |
| Тунис                       | Северна Африка        | 1           | 98    | 1                      |
| Боцвана                     | Јужна Африка (регион) | 71.6        | 0.3   | 28.1                   |
| Лесото                      | Јужна Африка          | 90          | 0     | 10                     |
| Намибија                    | Јужна Африка          | 90          | 0     | 10                     |
| Јужноафричка Република      | Јужна Африка          | 79.7        | 1.5   | 18.9                   |
| Есватини                    | Јужна Африка          | 90          | 1     | 9                      |
| Зимбабве                    | Јужна Африка          | 84          | 1     | 15                     |
| Бенин                       | Западна Африка        | 42.8        | 24.4  | 32.8                   |
| Буркина Фасо                | Западна Африка        | 29.9        | 61    | 16                     |
| Зеленортска Острва          | Западна Африка        | 85          | 1.8   | 0.2                    |
| Обала Слоноваче             | Западна Африка        | 45.7        | 40.2  | 12.8                   |
| Гамбија                     | Западна Африка        | 9           | 90    | 1                      |
| Гана                        | Западна Африка        | 71.2        | 17.6  | 11.2                   |
| Гвинеја                     | Западна Африка        | 10          | 85    | 5                      |
| Гвинеја Бисао               | Западна Африка        | 30          | 45    | 20                     |
| Либерија                    | Западна Африка        | 85.5        | 12.2  | 2.2                    |
| Мали                        | Западна Африка        | 5           | 90    | 5                      |
| Мауританија                 | Западна Африка        | 0.1         | 99.9  | 0                      |
| Нигер                       | Западна Африка        | 10          | 80    | <10                    |
| Нигерија                    | Западна Африка        | 49.1        | 49.2  | 1.7                    |
| Сенегал                     | Западна Африка        | 5           | 94    | 1                      |
| Сијера Леоне                | Западна Африка        | 10          | 60    | 30                     |
| Того                        | Западна Африка        | 29          | 20    | 51                     |

## Галерија
- Велика џамија у Керуану
- Језеро Талао, свето место хиндуса у Маурицијусу
- Будистички храм Нан Хуа у јужној Африци
- Јоруба посуда за прорицање